# Cueva del Agua (Tabernes)
La cueva del Agua o cueva del Frare se sitúa en el término municipal de Tabernes de Valldigna (provincia de Valencia), en la ladera sur del monte de Les Creus o de Las Cruces, en la sierra Corbeta y recibe este nombre por el goteo que se desprende de sus bóvedas. 
Se trata de una pequeña cavidad formada principalmente por dos estancias que abre su boca en calizas del Turonense-Senonense inferior.
- Datos: Q5794243